# Escut antic de la Pobleta de Bellveí

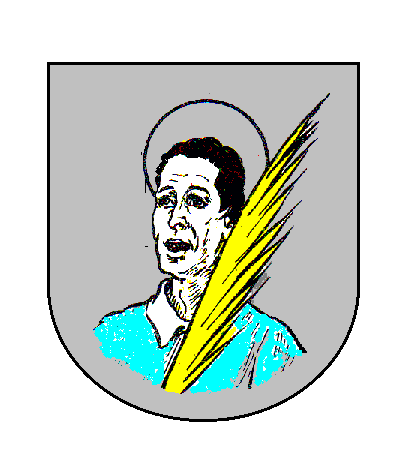
Escut antic de la Pobleta de Bellveí

Antic escut municipal de la Pobleta de Bellveí, al Pallars Jussà. Perdé vigència el 1970, en ser agrupats els antics termes de Mont-ros i la Pobleta de Bellveí al municipi de la Torre de Cabdella.

## Descripció heràldica
D'argent, Sant Feliu amb la palma del martiri, de colors naturals.